# Cugat màrtir
Cugat, Cucufat, Cucuphat, Guinefort o Quiquenfat (Escíl·lium (?), actual Tunísia, segona meitat del segle iii - Sant Cugat del Vallès, 304) fou un màrtir cristià que va morir al Castrum Octavianum, lloc actualment ocupat pel monestir de Sant Cugat. És venerat com a sant per l'Església Catòlica Romana.

## Biografia
Segons la tradició, entre fiable i llegenda pietosa, hauria nascut al nord de l'Àfrica, a la ciutat d'Escíl·lium, prop de Cartago, on és històricament cert que hi havia, abans del segle iv, una gran vitalitat cristiana. Altres hipòtesis citen Cillium, a l’actual Tunísia com a lloc de naixement.
Al final del segle iii va venir en companyia de Sant Feliu, amic, germà o familiar seu, el qual es va adreçar a Girona on també sofrí martiri.
Fou perseguit pel governador romà en temps de Dioclecià per mor de la fe, va patir tota mena de turments que tots va suportar. Fou fet presoner a un lloc proper a Barcelona a vuit milles romanes del camí de Bàrcino a Egara (Terrassa). Finalment fou degollat l'any 304.

## Veneració
El Martirologi jeronimià, del segle v, ja cita el màrtir Cugat. Una llegenda posterior, sense fonament històric, explica que dues cristianes provinents d'Iluro (Mataró), Juliana i Semproniana, varen enterrar el seu cos al lloc on havia estat mort; a conseqüència d'aquesta acció, elles també van morir màrtirs.
Sobre la tomba, al mig de l'actual claustre del monestir, hi havia una església paleocristiana amb un monument funerari adossat que hom data al segle iv. Quan aquí s'aplegà la primera comunitat benedictina (segle ix) el monestir es dedicà a Sant Cugat i va continuar el culte.
Al segle viii sant Fulrad s'emportà una relíquia de sant Cugat pel seu monestir de París dedicat a sant Denís (Basílica de Saint-Denis) i quan es construí la immensa basílica gòtica, les relíquies de Cugat ocuparen un lloc d'honor a l'absis a la dreta del titular que encara avui hi resplendeix.
La despulla del màrtir que el monestir guardava en una arqueta amb relleus explicant la vida de sant Cugat es van traslladar a la parròquia de Sant Cugat del Rec (o del Forn) de Barcelona per garantir-ne la seguretat per la desamortització del 1835. L'any 1950, Sant Cugat del Vallès va fer la recepció solemne d'una petita relíquia procedent de l'arqueta. Avui les restes són dipositades a la cripta de la basílica de Santa Maria del Mar i l'arqueta al Museu Diocesà de Barcelona.

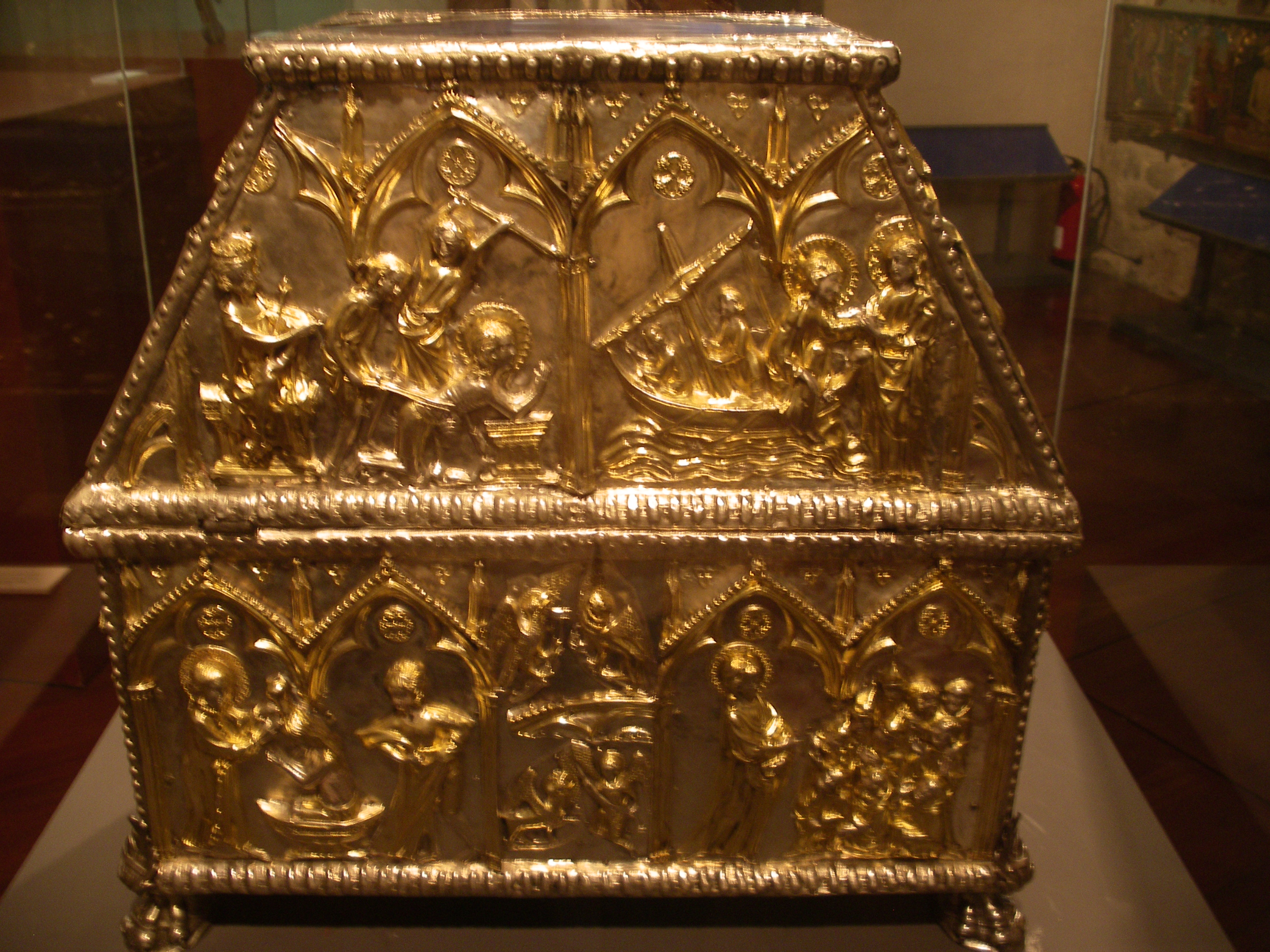
Arqueta de Sant Cugat (segle xiv), on n'hi havia les restes (Museu Diocesà de Barcelona)
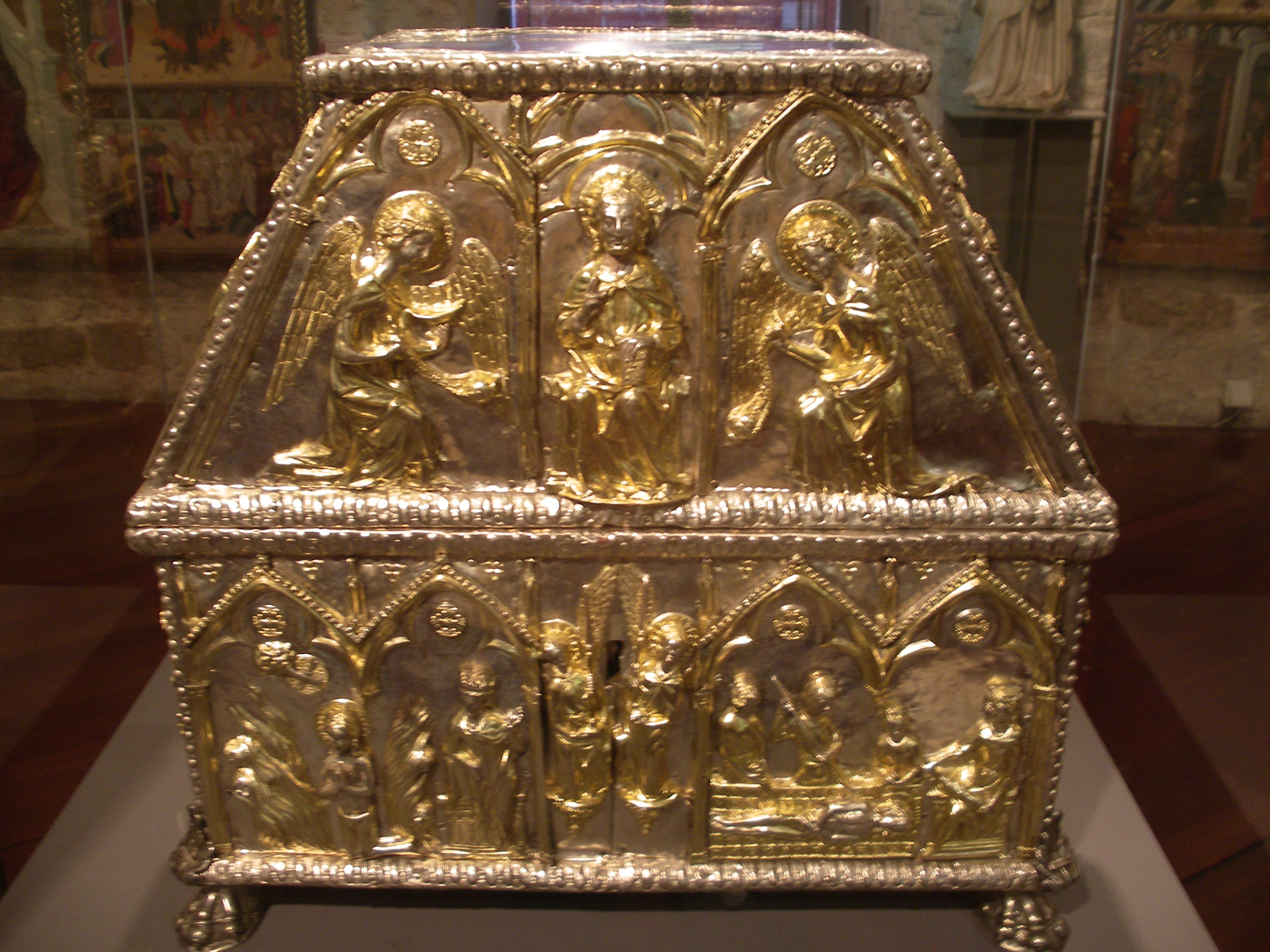
Arqueta de Sant Cugat (segle xiv), per l'altra banda
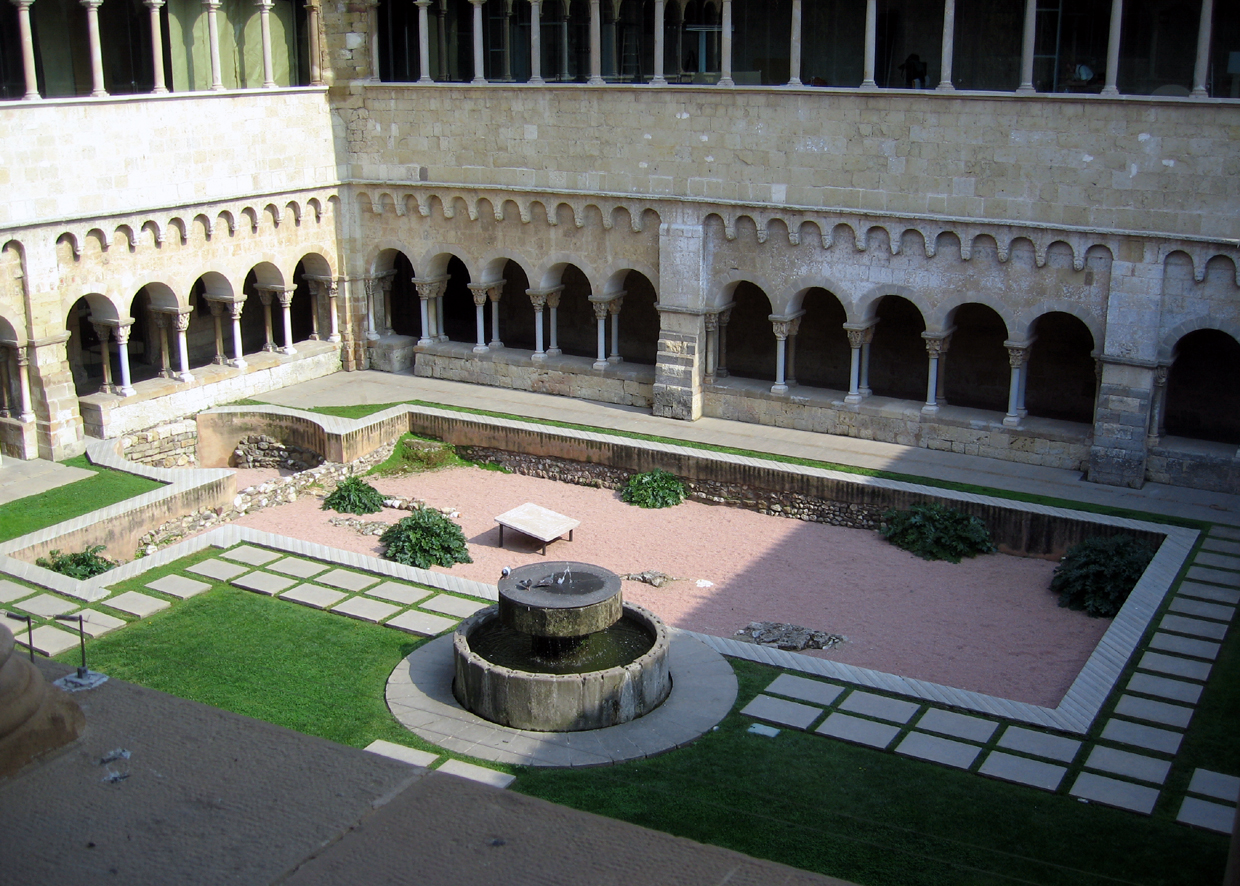
Claustre del monestir de S. Cugat, amb les restes de la basílica visigòtica

## Parròquies i capelles a l'àrea catalana i occitana
- Sant Cugat del Vallès. Vallès Occidental.
- Sant Cugat del Rec, del Forn o del Camí (1023). Barcelonès.
- Sant Cugat de Rifà (1098). Vallès Oriental.
- Sant Cugat de Sesgarrigues (1075). Penedès.
- Sant Cugat de Moja (1098). Penedès.
- Sant Cugat d'Almussarra (1143). Penedès.
- Sant Cugat de Traià (974). Maresme.
- Sant Cugat de Gavadons (1279). Osona.
- Sant Cugat de Boquers (1356). Osona.
- Sant Cugat del Racó (927). Bages.
- Sant Cugat d'Ivorra (1055). Segarra.
- Sant Cugat Desfar o de Vall Venera (1489). Baix Empordà.
- Sant Cugat d'Albons (1274). Baix Empordà.
- Sant Cugat de Ravós de Terri (1317). Gironès.
- Sant Cugat de Fornells de la Selva (1032). Gironès.
- Sant Cugat de Salt (1078). Gironès.
- Sant Cugat de Queixans (1271). Cerdanya.
- Sant Cugat de Servo Baboso (1010). Urgell.
- Sant Cugat d'Escaró (981). Conflent.
- Sant Cugat de Queixàs (1021). Rosselló.
- Sant Coat de Rasés (segle xiii). Rasès.
- Saint Couat d'Alet (s. XI). Rasès.
- Sant Coat d'Aude (1118). Aude.
- Saint Cucufat de Lauza (1118). Aude.
- Saint Cucufat de Flexus (814). Aude.
- Saint Cucuphat de Prats (1334). Fenolleda.
- Saint Cophan. Gascunya.

## Representacions artístiques
- Arqueta de sant Cugat (segle xiv)
- Degollació de Sant Cugat, d'Aine Bru (1504-1507, Museu Nacional d'Art de Catalunya)
- Degollament de Sant Cugat, de Pere Pau Muntanya (Casa de Cultura, El Masnou)